# 1398 w polityce

Herb Jakuba I Cypryjskiego

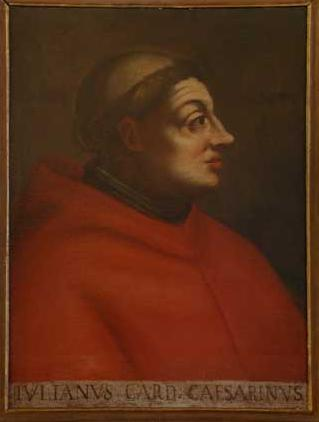
Giuliano Cesarini

Wydarzenia polityczne w 1398 roku.

## Wydarzenia
- Krzyżacy zdobywają Gotlandię.

## Urodzili się
- Spytko z Melsztyna, kasztelan biecki, przywódca husytów polskich, twórca konfederacji korczyńskiej[1][2] (zm. 1439).
- Giuliano Cesarini, kardynał (zm. 1444)[3].

## Zmarli
- Jakub I de Poitiers-Lusignan, król Cypru[4].